# Mayorquín
Mayorquín es una localidad del municipio de Santiago Ixcuintla, Nayarit (México).
Se fusionó con la localidad de San Andrés de las Haciendas, a partir de 1990.
Su población registrada en 1980, último censo en que se contó de manera independiente fue de 584 habitantes.
Su población se dedica a la pesca en su mayoría y a actividades agrícolas. Se siembra sandía, frijol y maíz.
Existe una cooperativa pesquera importante.
- Datos: Q5641373